# ألان موير
ألان موير (بالإنجليزية: Alan Moir)‏ هو رسام كارتون أسترالي، ولد في 1945.